# Logistikamt der Bundeswehr
Das Logistikamt der Bundeswehr (LogABw) wurde am 1. Juni 1957 als Materialamt der Streitkräfte gegründet. Von Juni 1958 bis Oktober 1997 war die Bezeichnung Materialamt der Bundeswehr. Standort des Logistikamtes war Sankt Augustin, ein Nebenstandort war die Brückberg-Kaserne in Siegburg. Daneben gab es Abteilungen der DVU-Log in Wilhelmshaven (Logistikzentrum der Bundeswehr LogZBw) und Bad Neuenahr-Ahrweiler (Logistikzentrum des Heeres LogZH). Das Logistikzentrum des Heeres war seit 2008 als Abteilung V dem Heeresamt angegliedert, zum Jahresende 2012 wurde es aufgelöst.

## Organisation
Amtschef war zuletzt der Brigadegeneral Franz Weidhüner. Das Amt bestand aus der Abteilung Rüstung/Nutzung (Rü/Nu), der Gruppe Katalogisierung (Kat), der Gruppe Logistisches Stammdatenmanagement (LogStamM), der Abteilung Datenverarbeitungsunterstützung Logistik (DVU-Log) und der Gruppe Programmorganisation Standard-Anwendungs-Software-Produkt-Familien (SASPF) von SAP (R/3).

## Aufgaben
Eine der Aufgaben des Logistikamtes war die Einordnung von Erzeugnissen in ein Warenordnungssystem, das NATO-Codification System (NCS). 2006 wurden vom Amt 30.000 NATO-Artikel klassifiziert. Diese umfassten sowohl Lkw als auch die Stulpenhandschuhe für die Bundeswehrmusiker. Beispiele waren die Modulare Sanitätseinrichtung, die geschützten Transporter DURO/YAK und MULTI und Bereiche der SAR-Lupe, dem ersten deutschen satellitengestützten Aufklärungssystem. Soweit keine übergeordnete Regelung besteht, übernahm das Logistikamt auch für den Bereich Bundeswehr die Materialverantwortlichkeit. Außerdem war das LogABw Bedarfsträgeramt für die genutzten nationalen und multinationalen IT-Vorhaben der Logistik (SinN) mit Ausnahme der waffensystemgebundenen Systeme. Das DVU-Log administrierte weltweit 3000 Rechner der Bundeswehr, auch die der Auslandseinsätze.

## Geschichte
Das Logistikamt der Bundeswehr wurde gemäß dem neuen Stationierungskonzept der Bundeswehr zum Jahresende 2012 aufgelöst. Seine Aufgaben wurden innerhalb der Bundeswehr umverteilt. So wechselte z. B. die Gruppe Logistisches Stammdatenmanagement (LogStamM) zum neuen Logistikkommando der Bundeswehr in Erfurt. Die Abteilung Rüstung/Nutzung ging zum Großteil im Bundesamt für Ausrüstung, Informationstechnik und Nutzung der Bundeswehr (BAAINBw) in Koblenz auf.

## Kommandeure
- Gerhard Gebken (1957–1963)
- Werner Henning (1963–1966)
- Friedrich-Wilhelm Heel (1966–1975)
- Karl-Heinz Herzberg (1975–1979)
- Ingo Günther (1979–1982)
- Wolfgang Lucius (1982–1985)
- Hans Lehmann (1989–1993)
- Norbert Otto (1993–1999)
- Ulf von Krause (1999–2000)
- Friedrich-Wilhelm Heel (1966–1975)
- Joachim Behne (2000–2003)
- Berthold Buchholz (2003–2007)
- Helmut Duschner (2007–2010)
- Franz Weidhüner (2010–2012)[2]